# Francisco de Meneses (?-1672)
Pour les articles homonymes, voir Francisco de Meneses.
Francisco Meneses (né vers 1615 à Cadix, mort à Lima au Pérou en 1672) est un général espagnol qui servit une trentaine d'années dans l'armée, dans le Milanais, puis la Catalogne et les Flandres. Il se trouvait à Madrid au moment où Philippe IV devait nommer le nouveau gouverneur du Chili. Cette mission, proposée d'abord en vain à cinq courtisans (la guerre d'Arauco était alors au paroxysme), échut à Meneses qui l'accepta le 4 février 1663.

## États de service
Meneses avait gouverné la place de Valenciennes au moment de la campagne de Flandre en 1656. Au début des années 1660, il avait la réputation d'un officier passionné de corridas et sujet à l'insubordination, ce qui lui avait valu le sobriquet de Barrabas. Sa nomination au poste de gouverneur colonial serait due à la protection de Jean d'Autriche, fils bâtard de Philippe IV et général réputé.
Meneses fut promu général d'artillerie, et dépêché à la tête d'un corps expéditionnaire de 300 hommes au Chili : ils débarquèrent d'abord à Buenos Aires, traversèrent la Cordillère des Andes et rallièrent Santiago à la fin de janvier de 1664. À peine arrivé, il se maria en secret avec la fille d'un colon espagnol, la jeune Catalina Bravo de Saravia ; or il était en principe interdit aux fonctionnaires coloniaux d'épouser une femme de la colonie sans l'autorisation expresse de la Couronne.  
Puis Meneses chercha à écarter les fonctionnaires en place qui ne se soumettaient pas à son autorité. Sa première victime fut le gouverneur par intérim, Ángel de Peredo, qu'il accusa d'avoir créé plus de postes d'officiers que nécessaire, et d'avoir vendu des brevets d'officier. Arrêté, Peredo parvint toutefois à s'enfuir. Meneses s'en prit alors aux amis de Peredo, parmi lesquels le juge Alonso de Solórzano y Velasco, qu'il destitua et bannit de la colonie. Mais la principale erreur du nouveau gouverneur fut de s'en prendre à l'évêque de Santiago, Fray Diego de Humanzoro, qu'il voulait voir quitter la colonie et qu'il fit pour cela citer à comparaître devant la cour du vice-roi, sur la base d'un mémoire compilant diverses accusations. Meneses n'obtint l'exil du prélat qu'en mettant son autorité dans la balance ; mais en quittant Santiago, Humanzoro adressa un mémoire en réponse à la cour de Lima, qui allait peser gravement dans la chute de Meneses.
Francisco de Meneses ne reprit la guerre d'Arauco qu'au mois de décembre 1664. Avec l'aide du commandant Ignacio de la Carrera, il procéda avec prudence, réinvestissant un à un les forts d'Arauco, de Nacimiento, de Santa Fe et de Santa Juana, détruite dix ans plus tôt par les indigènes. Au début de 1666, il entreprit une seconde campagne contre les Indiens, toutefois sans grand résultat.
La mort de Philippe IV (17 septembre 1665) affaiblissant sa position, il fit nommer deux procureurs à sa main ; mais le 19 octobre 1667, Manuel de Mendoza, intendant de l'armée qui venait d'être écarté de la colonie de Real Situado, tenta de l’assassiner. Capturé, Mendoza fut exécuté en décembre ; mais déjà les charges contre Meneses étaient suffisantes pour le démettre de ses fonctions. Jugé au Pérou, il mourut toutefois avant que sa condamnation soit prononcée.

## Source
- Diego Barros Arana, Historia general de Chile, vol. 5, Santiago, Rafael Jover Editor, 1884-1902 (réimpr. 2000).
- José Toribio Medina, Diccionario biográfico colonial de Chile, Santiago, Impr. Elziviriana, 1906, p. 529-531.